# Похищение чародея (фильм)
«Похищение чародея» — советский художественный фильм, поставленный на Свердловской киностудии в 1989 году режиссёром Виктором Кобзевым. Вторая экранизация одноимённой повести Кира Булычёва.
Премьера фильма состоялась в ноябре 1989 года.

## Сюжет
Действие происходит в Белоруссии в 1980-х годах.
Молодая аспирантка Анна приезжает в родную деревню, где не была около 12 лет, в дом своей бабушки. Здесь, в деревенской тишине, она собирается писать диссертацию. Вдруг в доме появляются двое незнакомцев, которые утверждают, что хозяйка вчера сдала им его на две недели. События развиваются — и выясняется, что незнакомцы попали в XX век из будущего, из XXVIII столетия, при помощи машины времени. Историк Кин и физик Жюль осуществляют поиск непризнанных гениев, чья жизнь внезапно оборвалась. Их цель — отправить таких гениев в будущее, не изменяя ход истории (то есть эвакуировать в момент гибели). Здесь их промежуточная остановка, и им необходимо отправиться далее, в XIII век, чтобы найти там некоего боярина Романа, проживавшего в то время в этих краях, и забрать его с собой в будущее. Из летописей известно, что он изобрел порох и книгопечатный станок, а в дальнейшем, видимо, погиб при взятии города крестоносцами. С точки зрения посланцев из будущего, он гений, а по мнению его современников — чародей. Невольно Анна оказывается вовлечённой в удивительное и опасное приключение.
Жюль и Кин, при помощи специального оборудования, получают изображение и звук из прошлого. Они видят, что городок Замошье, где живёт боярин Роман, вскоре возьмут приступом крестоносцы. Выяснив обстановку, за гением отправляется Жюль, но в прошлом он оказывается разоблачённым, ему угрожает гибель. И так складывается, что никто, кроме Анны, не может прийти ему на помощь. Она выражает решимость отправиться в прошлое и там, пользуясь сходством с княжной Магдаленой, помогает спастись пришельцу из будущего. Истинным гением оказывается не Роман, а его уродливый и неприметный поначалу помощник Акиплеша. Его удаётся спасти непосредственно перед окончательным падением города. Анна благополучно переносится назад в своё время.

## В главных ролях
- Юлия Ауг — Анна Мазуркевич / княжна Магдалена
- Ромуальдас Раманаускас — Кин Владимирович, историк из будущего, он же «реставратор Терентий Иванович Васильев»
- Сергей Варчук — Жюль Валент, младший научный сотрудник из будущего
- Владимир Гостюхин — Акиплеша
- Виктор Соловьёв — боярин Роман

## В ролях
- Андрей Болтнев — ландмейстер Фридрих фон Кокенгаузен
- Лев Борисов — дед Геннадий
- Андрей Жагарс — князь Вячеслав, сын Полоцкого князя Бориса Романовича
- Виталий Четков — отрок Глузд, монах
- Сулев Луйк — eпископ Альберт
- Людмила Ксенофонтова — тётка Магдалены
- Валентин Голубенко — Мажей
- Нартай Бегалин — половец
- Филимон Сергеев — эпизод

В этом фильме состоялся каскадёрский дебют Юрия Панова и его группы.

## Съёмочная группа
- Сценарий — Кира Булычёва при участии Виктора Кобзева
- Постановка — Виктора Кобзева
- Главный оператор — Рудольф Мещерягин
- Главный художник — Валерий Кукенков
- Композитор — Альгирдас Паулавичус

## Отличия от книги
- Экранизация близка к повести и различается в незначительных мелочах. Так, в фильме пришельцы из будущего установили своё оборудование для перемещения во времени в развалинах церкви и попадали в неё из дома Анны неким приёмом, напоминающим телепортацию. В книге перемещение происходило непосредственно в доме Анны.
- В повести Кин и Жюль живут в XXVII веке, в фильме — в XXVIII.
- В книге в прошлое уходил Кин, в фильме — Жюль.
- В повести Анна первая догадалась, кто является подлинным гением. В фильме Жюль сделал правильный вывод самостоятельно.
- В фильме Акиплеша — горбун, в книге — одноглазый лилипут (которого можно принять за ребёнка) с рукой, изуродованной в результате химических опытов.